# Augustynolophus
Augustynolophus ("hřeben Augustynových", podle rodiny Augustynových, která pomáhala financovat vykopávky) byl rodem hadrosauridního býložravého dinosaura, žijícího v období pozdní křídy (stupeň maastricht, před asi 69 až 66 miliony let) na území dnešní Kalifornie v USA).

## Objev
Fosilie tohoto ornitopodního dinosaura byly objeveny již v letech 1939 a 1943. V současnosti známe dva exempláře, označené jako LACM/CIT 2760 a LACM/CIT 2852, uložené v Los Angeles County Museum. Původně byly roku 2013 popsány jako nový druh rodu Saurolophus, a to S. morrisi. V roce 2015 však paleontologové usoudili, že jde o samostatný rod a stanovili vědecké jméno Augustynolophus morrisi. Zkameněliny tohoto hadrosaurida byly objeveny v sedimentech souvrství Moreno, které lze datovat do pozdního stupně maastrichtu (asi před 69 až 66 miliony let).

## Rozměry
Lebka většího exempláře měří na délku asi 106 centimetrů, což nasvědčuje celkové délce těla kolem 10 metrů. Malé rozměry fosilií jednoho z exemplářů naznačují, že šlo možná o juvenilní, ještě ne plně dospělé zvíře. Podle Gregoryho S. Paula dosahoval tento dinosaurus délky 8 metrů a hmotnosti kolem 3 tun.